# Dicranomyia (Dicranomyia) lapazensis
Dicranomyia (Dicranomyia) lapazensis is een tweevleugelige uit de familie steltmuggen (Limoniidae). De soort komt voor in het Neotropisch gebied.